# Норт-Хемпстед (Нью-Йорк)
Норт-Хемпстед (англ. North Hempstead) ― один из трех городов в округе Нассо, на Лонг-Айленде, штат Нью-Йорк, США. По данным переписи 2020 года, население составляло 237 639 человек.
Примерно в 1643 году этот район был впервые заселен европейцами  и стал частью города Хемпстед. Во время Американской революции южная часть Хемпстеда принадлежала в основном тори, в то время как северная часть, заселенная янки, поддерживала революцию. В 1784 году после войны город Норт-Хемпстед был отделен от Хемпстеда.
Город стал более богатым с открытием железной дороги Лонг-Айленда до Грейт-Нека и открытием пароходного сообщения с Манхэттеном в 1836 году. Он состоит из 30 объединенных деревень, которые претендовали на право устанавливать ограничения по зонированию для защиты своих прав и ресурсов. С 1932 года в городе Норт-Хемпстед не было создано ни одной новой деревни, а перспективным деревням было отказано в присоединении, когда в 1936 году был пересмотрен устав округа, который лишал будущие деревни полномочий по зонированию.
В городе Норт-Хемпстед также есть несколько некорпоративных районов, которые не являются частью деревень; вместо этого они управляются городом Норт-Хемпстед.
В период между переписью 1990 и 2000 годов Норт-Хемпстед несколько уступил по приросту населения Квинсу.
По состоянию на август 2022 года городским надзирателем является Дженнифер Десена. Десена является зарегистрированным демократом, баллотировавшимся по списку республиканцев, она сменила Джуди Босуорт. Десена победила бывшего городского клерка и законодателя округа Нассo Уэйна Винка-младшего.